# Chuck Long
Charles Franklin Long Jr. (Norman, 18 febbraio 1963) è un ex giocatore di football americano statunitense che ha militato nel ruolo di quarterback nella National Football League (NFL).

## Carriera
Al college Long giocò a football ad Iowa, venendo premiato con il Maxwell Award e il Davey O'Brien Award e finendo secondo nelle votazioni dell'Heisman Trophy dietro a Bo Jackson. Fu scelto dai Detroit Lions come dodicesimo assoluto nel Draft NFL 1986. Dopo i successi al college la sua carriera professionistica fu deludente. Nella sua stagione da rookie disputò una sola gara, subentrando all'infortunato Joe Ferguson. La sua migliore annata fu quella del 1987, in cui passò 2.598 yard, 11 touchdown e 20 intercetti. Rimase ai Lions fino al 1989 dopo di che fu scambiato con i Los Angeles Rams nel 1990. Fece ritorno a Detroit dopo una sola stagione nel 1991, ma quell'anno non tentò alcun passaggio. Si ritirò dopo la stagione 1994.